# Joan Vollmer
Joan Vollmer Adams Burroughs (* 4. Februar 1923 in Loudonville, New York; † 6. September 1951 in Mexiko-Stadt) war eine der Gründungsfiguren der Beat Generation. Die US-Amerikanerin war die Muse und Ehefrau von William S. Burroughs. Sie ist die Mutter seines Sohns William Burroughs III.

## Leben
Joan Vollmer wurde in Ossining, New York, geboren und wuchs in Loudonville, New York, auf. Nach dem College studierte sie Journalismus an der Columbia University in New York City. Vollmer lernte Edie Parker, die Jack Kerouacs erste Ehefrau wurde, kennen. Mit ihr zog sie in die erste einer Reihe von Wohnungen in der Upper West Side von New York, die sie mit Schriftstellern, Strichern, Alkoholikern und Drogenabhängigen teilten, die später als The Beats bekannt wurden, darunter Kerouac, William S. Burroughs, Allen Ginsberg, Lucien Carr, Herbert Huncke. Vollmer bekam 1944 zusammen mit dem Jurastudenten Paul Adams, den sie im selben Jahr geheiratet hatte, ihr erstes Kind, Julie. 1945 ließ sich Adams aufgrund Vollmers Drogenkonsum von ihr scheiden. Ihre Wohnung entwickelte sich zum Anlaufpunkt der Beat Generation. Joyce Johnson nannte den Treffpunkt so etwas wie ein spirituelles Hospiz.
Anfang 1946 zog Burroughs bei Vollmer ein, wurde ihr Liebhaber, Hauslehrer und Analytiker. Drogen spielten in diesem Kreis eine große Rolle. Burroughs begann, Morphin zu spritzen; Joan Vollmer und Kerouac konsumierten Benzedrin. Animiert durch Drogen, Alkohol und die hitzige Atmosphäre gab es immer Diskussionen über Literatur und Politik. 1947 bekamen Burroughs und Vollmer einen Sohn, William Burroughs III.
1948 war Burroughs auf der Flucht vor einem Verfahren wegen Drogenbesitzes und so beschlossen er und Joan Vollmer mit den zwei Kindern nach Mexiko-Stadt zu gehen. Der Plan war, auf einer Farm Marihuana anzubauen. Mexiko-Stadt erwies sich als günstig für Heroin- und Alkoholsüchtige, auch Burroughs Bedürfnis nach homosexuellen Bekanntschaften war hier leicht zu befriedigen. 1951 schoss Burroughs Vollmer alkoholisiert in den Kopf, angeblich beim Versuch, in einer Wilhelm-Tell-Nachstellung auf ein Glas zu schießen, das sie auf dem Kopf balancierte. Sie starb einige Stunden später.

## Zitat
„Joan war die einzige ebenbürtige Frau in einer sonst ausschließlich aus Männern bestehenden Besetzung.“